# Ryska riksförbundet
Ryska riksförbundet bestod 2008 av nästan 20 ideella föreningar i hela Sverige. Syftet är att främja rysk kultur, att stödja integration, att motverka främlingsfientlighet samt att främja täta kontakter mellan Sverige och Ryssland. Förbundet bildades den 18 oktober 2003. Ordförande är Lioudmila Siegel.
Under 2022 inledde Myndigheten för ungdoms- och civilsamhällesfrågor en utredning om förbundet levde upp till krav att verksamheten inte fick strida mot demokratiska principer. Medan utredningen pågick betalades 371 243 kr ut för 2022 och 375 360 kr för år 2023. Efter att utredningen avslutats i september 2023 beslöt myndigheten att kräva tillbaka bidragen, samt att stoppa framtida utbetalningar till förbundet. Anledningen var att utredningen konstaterade befintliga organisatoriska kopplingar mellan förbundet och den ryska staten. Den dåvarande ordföranden för förbundet hade även publicerat uttalanden från ryska myndigheter och stöttat Rysslands invasion av Ukraina.